# 大学合同考古学シンポジウム
大学合同考古学シンポジウムは、早稲田大学と明治大学の文学部考古学教室が合同で2000年から毎年開催している考古学シンポジウム。その成果の一部は大学合同考古学シンポジウム実行委員会により図書として刊行されている。
なお、この企画が始められた時、早稲田大学の広報誌である早稲田ウィークリーはこれをスポーツにおける早明戦になぞらえて「文化の早明戦」と称した。

## テーマと内容
- 第1回大学合同考古学シンポジウム (2000年11月10日・11日)
  - 「ムラからクニへ－2～4世紀の東日本－」
早稲田大学文学部考古学研究室・明治大学文学部考古学研究室の共催のもとで、早稲田大学と明治大学双方の教授から基調報告が行われ、盛況であった。内容は、早稲田大学側からの基調報告においては、弥生時代における「クニ」のありようについての政治権力を論じたのに対して、明治大学側からの基調報告においては、弥生時代における古墳の地域性を論じた。
- 第2回大学合同考古学シンポジウム (2001年10月27日)
  - 「縄文社会を探る－縄文後晩期　下総台地の地域社会から－」
- 第3回大学合同考古学シンポジウム（2002年11月23日・24日）
  - 「埴輪を見分ける」
埴輪模倣製作実験と模倣製作埴輪の分類結果報告
早明ともに考古学の実証という論点に議論が集中した。
- 第4回大学合同考古学シンポジウム（2003年11月23日・24日）
  - 「縄文と弥生―多様な東アジア世界のなかで」
従来の考古学の方法論にまで話題が及び、他大学の著名な研究者を招いてのパネルディスカッションの形式も取り入れている。
- 第5回大学合同考古学シンポジウム（2004年11月20日・21日）
  - 『古墳から寺院へ-関東の7世紀を考える-』
実証的見地のもと新史料を紹介しつつ、古墳時代における日本各地の権力構造や社会組織の変革について議論が集中している。

## 関連図書
- 『弥生の「ムラ」から古墳の「クニ」へ』 大学合同考古学シンポジウム実行委員会 学生社 ISBN 4311202482　2002年
- 『縄文社会を探る』大学合同考古学シンポジウム実行委員会　学生社　ISBN 4311202644 2003年